# Trofeo Alfredo Binda-Comune di Cittiglio 2016
De 41e editie van de Italiaanse wielerwedstrijd Trofeo Alfredo Binda-Comune di Cittiglio werd gehouden op 20 maart 2016. De start  vond plaats in Gavirate, de aankomst lag in Cittiglio. Het was de derde wedstrijd van de UCI Women's World Tour 2016. De Britse wereldkampioene Elizabeth Armitstead volgde zichzelf op als winnares.

## Deelnemende ploegen
| Merkenploegen              | Merkenploegen                        | Nationale selectie |
| -------------------------- | ------------------------------------ | ------------------ |
| Alé Cipollini              | Orica-AIS                            | Frankrijk          |
| Aromitalia Vaiano          | Parkhotel Valkenburg                 | Zwitserland        |
| BePink                     | Poitou-Charentes.Futuroscope.86      |                    |
| Boels Dolmans Cycling Team | Rabobank-Liv Woman                   |                    |
| BTC City Ljubljana         | S.C. Michela Fanini Rox              |                    |
| Canyon-SRAM                | Servetto Footon                      |                    |
| Cervélo-Bigla              | Team Tibco                           |                    |
| Cylance Pro Cycling        | Top Girls Fassa Bortolo              |                    |
| Hitec Products             | Topsport Vlaanderen-Etixx-Guill D'or |                    |
| Inpa-Bianchi               | TWENTY16-Ridebiker                   |                    |
| Lensworld.eu - Zannata     | UnitedHealthcare Women's Team        |                    |
| Liv-Plantur                | Wiggle High5                         |                    |
| Lotto Soudal Ladies        |                                      |                    |

## Uitslag
| Plaats  | Naam                      | Ploeg                         | Tijd     |
| ------- | ------------------------- | ----------------------------- | -------- |
| Winnaar | Elizabeth Armitstead      | Boels Dolmans Cycling Team    | 3u11'10" |
| 2       | Megan Guarnier            | Boels Dolmans Cycling Team    | + 1"     |
| 3       | Jolanda Neff              | Servetto Footon               | + 4"     |
| 4       | Emma Johansson            | Wiggle High5                  | z.t.     |
| 5       | Alena Amialiusik          | Canyon-SRAM                   | z.t.     |
| 6       | Anna van der Breggen      | Rabobank-Liv Woman            | z.t.     |
| 7       | Katarzyna Niewiadoma      | Rabobank-Liv Woman            | + 11"    |
| 8       | Annemiek van Vleuten      | Orica-AIS                     | + 39"    |
| 9       | Lauren Kitchen            | Hitec Products                | + 1’06"  |
| 10      | Giorgia Bronzini          | Wiggle High5                  | z.t.     |
| 11      | Coryn Rivera              | UnitedHealthcare Women's Team | z.t.     |
| 12      | Chantal Blaak             | Boels Dolmans Cycling Team    | z.t.     |
| 13      | Leah Kirchmann            | Team Liv-Plantur              | z.t.     |
| 14      | Elena Cecchini            | Canyon-SRAM                   | z.t.     |
| 15      | Maria Giulia Confalonieri | Lensworld.eu - Zannata        | z.t.     |
| 16      | Elizabeth Williams        | Orica-AIS                     | z.t.     |
| 17      | Małgorzata Jasińska       | Alé Cipollini                 | z.t.     |
| 18      | Sofie De Vuyst            | Lotto Soudal Ladies           | z.t.     |
| 19      | Lisa Brennauer            | Canyon-SRAM                   | z.t.     |
| 20      | Danielle King             | Wiggle High5                  | z.t.     |

1974 · 1975 · 1976 · 1977 · 1978 · 1979 · 1980 · 1981 · 1982 · 1983 · 1984 · 1985 · 1986 · 1987 · 1988 · 1989 · 1990 · 1991 · 1992 · 1993 · 1994 · 1995 · 1996 · 1997 · 1998 · 1999 · 2000 · 2001 · 2002 · 2003 · 2004 · 2005 · 2006 · 2007 · 2008 · 2009 · 2010 · 2011 · 2012 · 2013 · 2014 · 2015 · 2016 · 2017 · 2018 · 2019 · 2020 · 2021 · 2022 · 2023 · 2024 · 2025
 Strade Bianche ·
 Ronde van Drenthe ·
 Trofeo Alfredo Binda-Comune di Cittiglio ·
 Gent-Wevelgem ·
 Ronde van Vlaanderen ·
 Waalse Pijl ·
 Ronde van Chongming ·
 Ronde van Californië ·
 Philadelphia International Cycling Classic ·
 The Women's Tour ·
 Ronde van Italië voor vrouwen ·
 La Course by Le Tour de France ·
 RideLondon Classic ·
 Open de Suède Vårgårda ·
 Bretagne Classic ·
 La Madrid Challenge by La Vuelta